# Petit train de Kecskemét
Le Petit train de Kecskemét (en hongrois : Kecskeméti Kisvasút) est une ligne de chemin de fer, à voie étroite, de Hongrie. Sa desserte s'effectue sur les anciennes lignes 148 et 149 du réseau ferroviaire national. Le service régulier est « temporairement » fermé depuis décembre 2009.

## Galerie de photographies

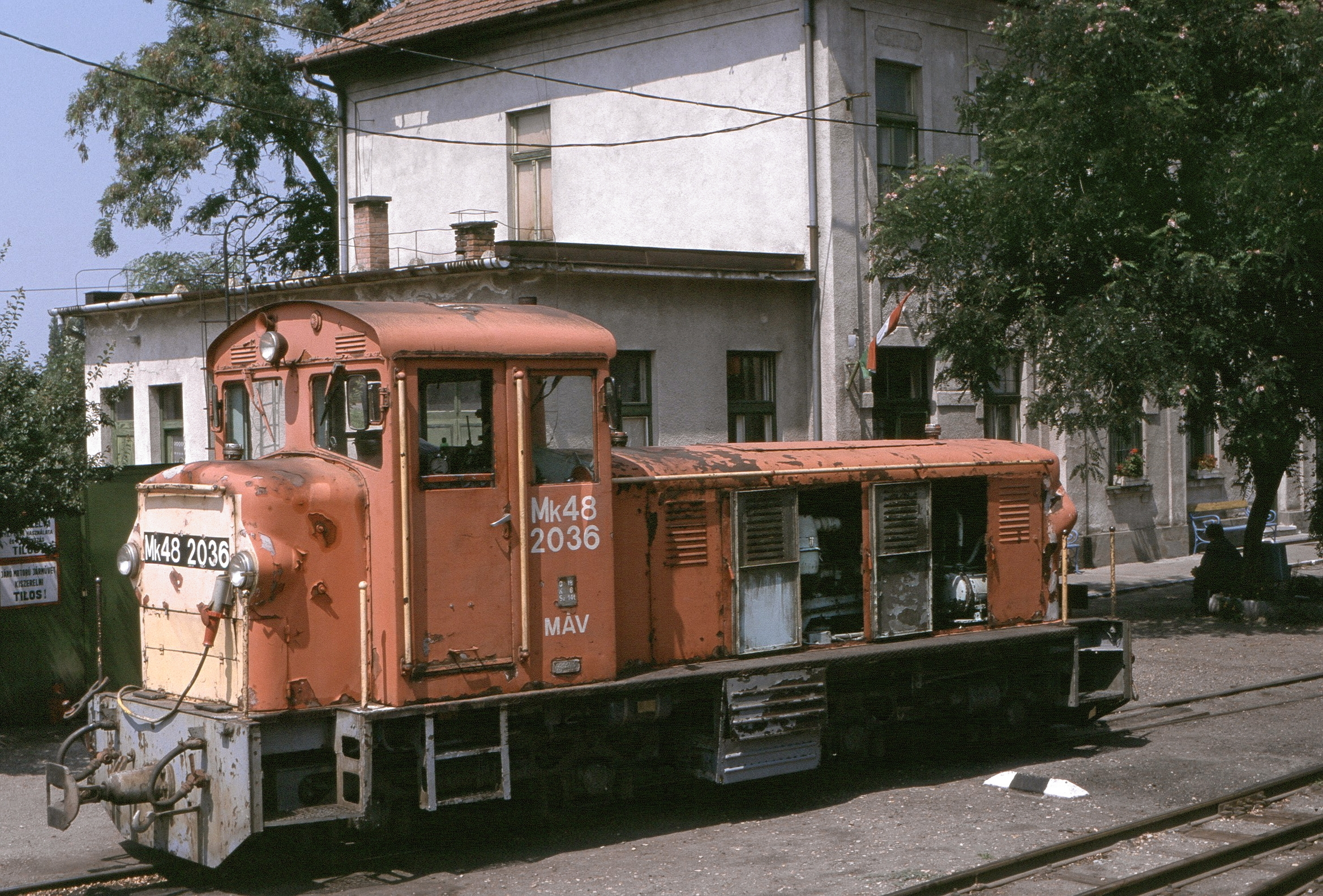
Mk 48 en gare de Kecskemét (2001).
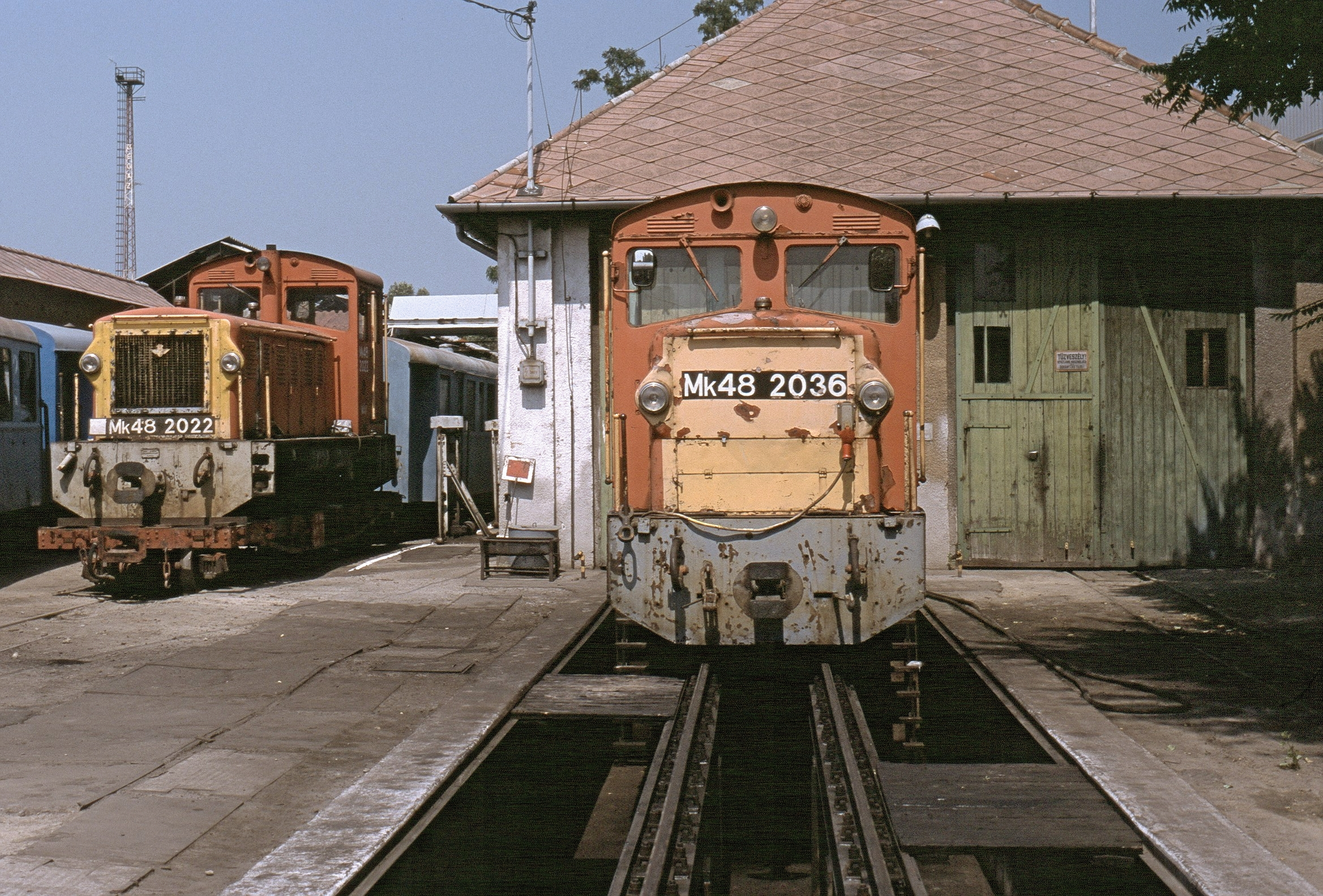
Deux Mk 48 au dépôt (2001).
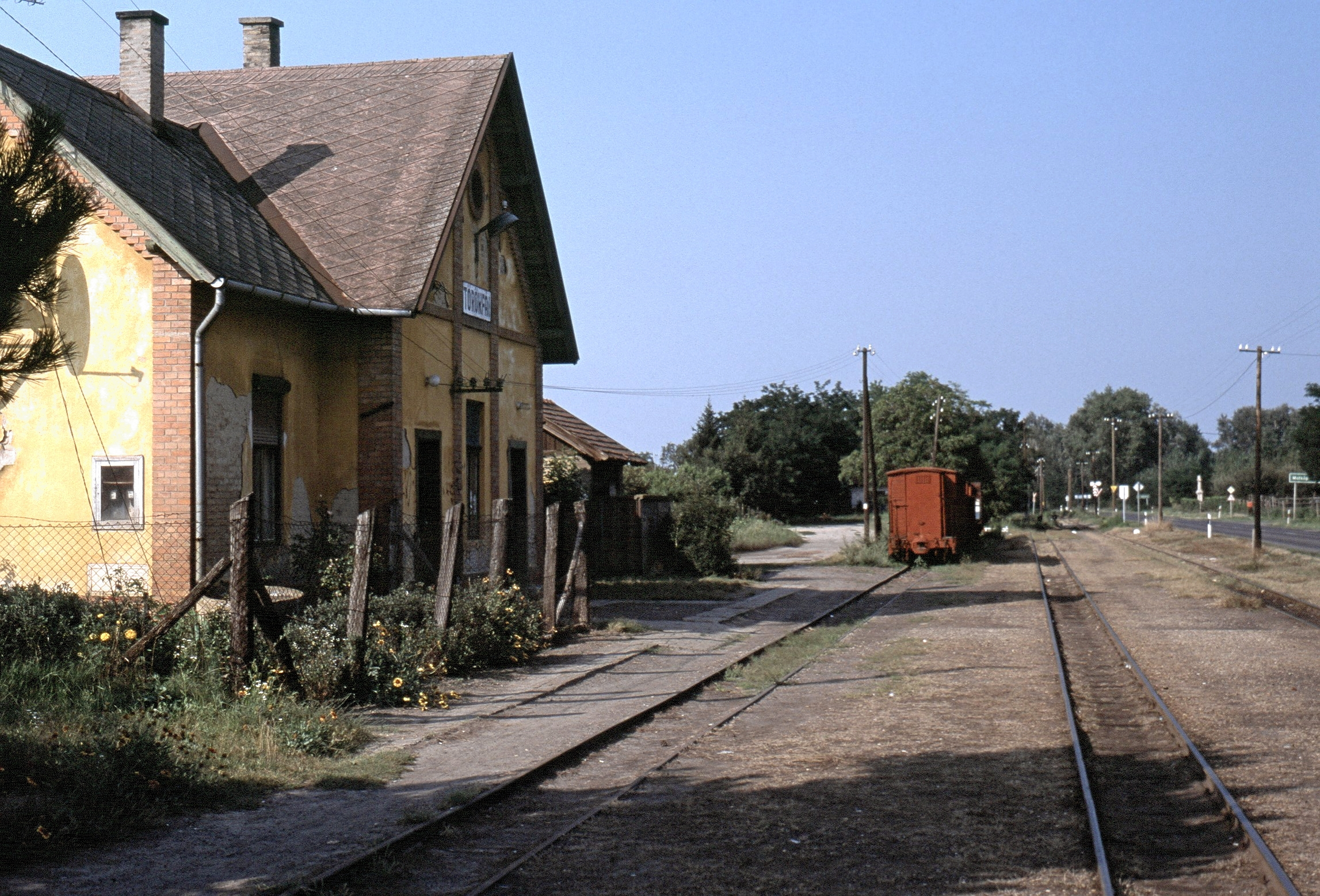
Gare de jonction de Törökfái (2001).